# Jules Hardouin-Mansart

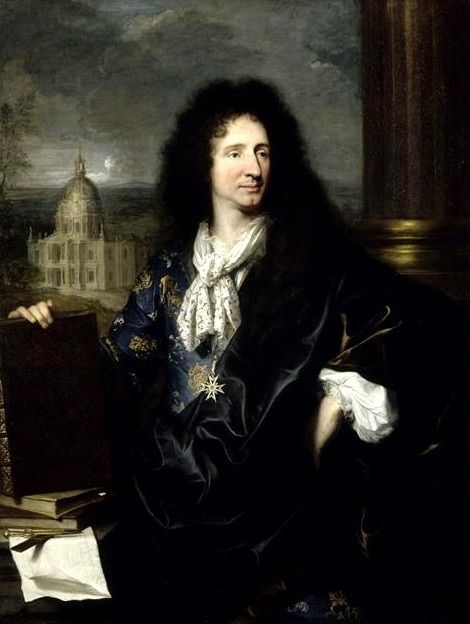
Chân dung Jules Hardouin Mansart do họa sĩ Hyacinthe Rigaud vẽ.

Jules Hardouin Mansart (16 tháng 4 năm 1646 – 11 tháng 5 năm 1708) là một kiến trúc sư người Pháp với những công trình theo phong cách Baroque. Ông được xem như một trong nhưng kiến trúc sư châu Âu nổi bật nhất thế kỷ 17. Trong các tác phẩm của ông có thể kể đến Grand Trianon và nhà nguyện hoàng gia ở lâu đài Versailles, lâu đài Saint-Germain-en-Laye, nhà thờ Saint-Roch ở Paris.